# Idealne struktury organizacyjne
Zasugerowano, aby zintegrować ten artykuł z artykułem Struktura organizacyjna. Nie opisano powodu propozycji integracji.
Idealne struktury organizacyjne – sześć podstawowych typów struktur organizacyjnych zdefiniowanych w 1983 przez Henry'ego Mintzberga w książce Structure in Fives. Kształtują się one w zależności od tego, która grupa pracowników odgrywa największą rolę w organizacji, a co za tym idzie, może pozyskać władzę nad innymi. Wbrew pozorom nie zawsze jest to naczelne kierownictwo.
Wyróżniamy następujące grupy interesów:
- wierzchołek strategiczny – np. zarząd firmy, dążący do centralizacji władzy. Gdy to się udaje, powstaje struktura prosta. Scentralizowana, z zarządzaniem jednoosobowym o małym stopniu formalizacji.
- szczebel pośredni – kierownicy średniego szczebla, zwykle dążący do autonomii i przejęcia uprawnień. Kiedy to się udaje, tworzy się struktura dywizjonalna. Poszczególne działy są scentralizowane, ale zarządzane przez kierowników średniego szczebla.
- rdzeń operacyjny – pracownicy wykonawczy, dążą do profesjonalizacji aby zminimalizować wpływ kierowników. Kiedy to się udaje, tworzy się biurokracja profesjonalna.
- technostruktura – pracownicy, którzy starają się tworzyć standardy pracy i przestrzegać ich wykonywania. Kiedy to się udaje, tworzy się biurokracja maszynowa.
- personel pomocniczy – pracownicy sztabowi i inny personel pomocniczy, dążący do włączenia w proces decyzyjny. Kiedy to się udaje, tworzy się adhokracja.
- ideologia – zespół przekonań i tradycji, norm, wartości, kultury.